# .45 GAP

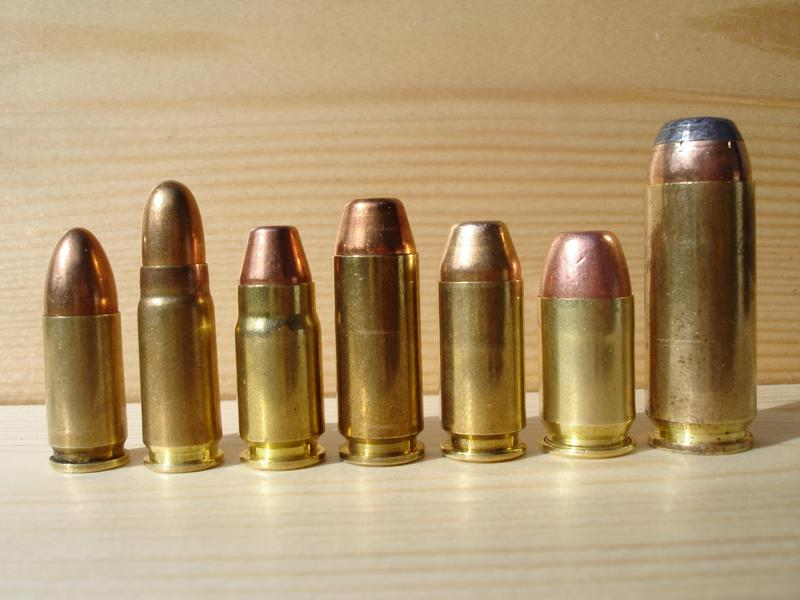
El cartucho .45 GAP es el segundo empezando por la derecha.

El .45 GAP (Glock Action Pistol) es un cartucho para pistola que apareció en 2002 en el mercado. Para la pistola modelo 37 de Glock.
Se diseñó para conseguir un poder de detención similar al .45 ACP, pero con un cartucho lo bastante corto como para usarse en pistolas con cargadores de gran capacidad, sin que la empuñadura de estas resultase demasiado grande para empuñarlas, con comodidad, por personas de manos pequeñas o medianas.
Esto se logró con unas prestaciones balísticas y retroceso situados entre el .45 ACP y el .40 S&W.
Por todo esto es un calibre muy interesante para la defensa personal, aunque solo el tiempo dirá si tiene suficiente aceptación en el futuro. Sus detractores aseguran que es volver a intentar lo mismo en que ya fracasaron en el pasado otros nuevos calibres como el 10 mm, que pese a sus prestaciones no cuajaron en el mercado.[cita requerida]
- Datos: Q158801
- Multimedia: .45 GAP / Q158801